# Maria Paula Heitmann
Maria Paula Mangabeira Heitmann (Belo Horizonte, 31 de janeiro de 1999) é uma nadadora brasileira. Representou o Brasil nos Jogos Olímpicos de Verão de 2024, em Paris.

## Biografia
Começou a nadar em uma escola de natação durante a infância, até que foi convidada para treinar nas categorias de base do Minas Tênis Clube. Em 2017, passou a estudar marketing na Universidade de Indiana, nos Estados Unidos. Em 2021, entrou para o programa de alto rendimento das Forças Armadas. Em 2022, deixou o Minas e passou a representar o Unisanta.
Nos Jogos Sul-Americanos de 2022, conquistou medalhas de ouro nos 400 metros livre e nos 4x200m livre feminino. No Campeonato Mundial de Esportes Aquáticos de 2022, em Budapeste, ficou em sexto lugar no 4x200m feminino ao lado de Stephanie Balduccini, Aline Rodrigues e Giovanna Diamante.
Competiu nos Jogos Pan-Americanos de 2023, em Santiago, tendo sido medalha de prata nos 4x200m livre.
Disputou os Jogos Olímpicos de Verão de 2024, em Paris, chegando à final dos 4x200m livre. Ao lado de Maria Fernanda Costa, Stephanie Balduccini e Gabrielle Roncatto, terminou em sétimo lugar. O time encerrou um período de 20 anos sem a presença brasileira em uma final de revezamento olímpico feminino.